# Coyutla, Veracruz
Coyutla är en kommunhuvudort i Mexiko.   Den ligger i kommunen Coyutla och delstaten Veracruz, i den sydöstra delen av landet, 180 km nordost om huvudstaden Mexico City. Coyutla ligger 161 meter över havet och antalet invånare är 8 413.
Terrängen runt Coyutla är huvudsakligen kuperad, men österut är den platt. Runt Coyutla är det tätbefolkat, med 297 invånare per kvadratkilometer. Närmaste större samhälle är Olintla, 16,3 km söder om Coyutla. Omgivningarna runt Coyutla är en mosaik av jordbruksmark och naturlig växtlighet.